# Patinella tonica
Patinella tonica är en mossdjursart som först beskrevs av Ernst Marcus 1955.  Patinella tonica ingår i släktet Patinella och familjen Lichenoporidae. Inga underarter finns listade i Catalogue of Life.